# Bilophila wadsworthia
Bilophila wadsworthia ist eine Spezies (Art) Gram-negativer, obligat anaerober Galle-resistenter Bakterien, die eine Katalase, aber kein Saccharolysin (auch Proteinase yscD genannt) besitzen, also Katalase-positiv und asaccharolytisch sind. Ungefähr drei Viertel der Stämme von B. wadsworthia sind Urease-positiv.
B. wadsworthia wird mit verschiedenen Krankheiten in Verbindung gebracht, ist aber aufgrund von häufigen Fehlidentifizierungen nur wenig bekannt.
Die beiden charakteristischen Merkmale von B. wadsworthia sind die Nutzung der Aminosulfonsäure Taurin für die Produktion von Schwefelwasserstoff und die schnelle Katalasereaktion.
Diese Bakterien sind empfindlich gegenüber den β-Laktam-Antibiotika Imipenem, Cefoxitin und Ticarcillin (ein Carboxypenicillin).
Die List of Prokaryotic names with Standing in Nomenclature (LPSN) ordnet die Gattung Bilophila dem Phylum Pseudomonadota (Proteobakterien) zu, das National Center for Biotechnology Information (NCBI) und die Genome Taxonomy Database (GTDB) aber dem Phylum Thermodesulfobacteriota (mit Synonym Desulfobacterota).

## Beschreibung

### Phänotyp und Morphologie

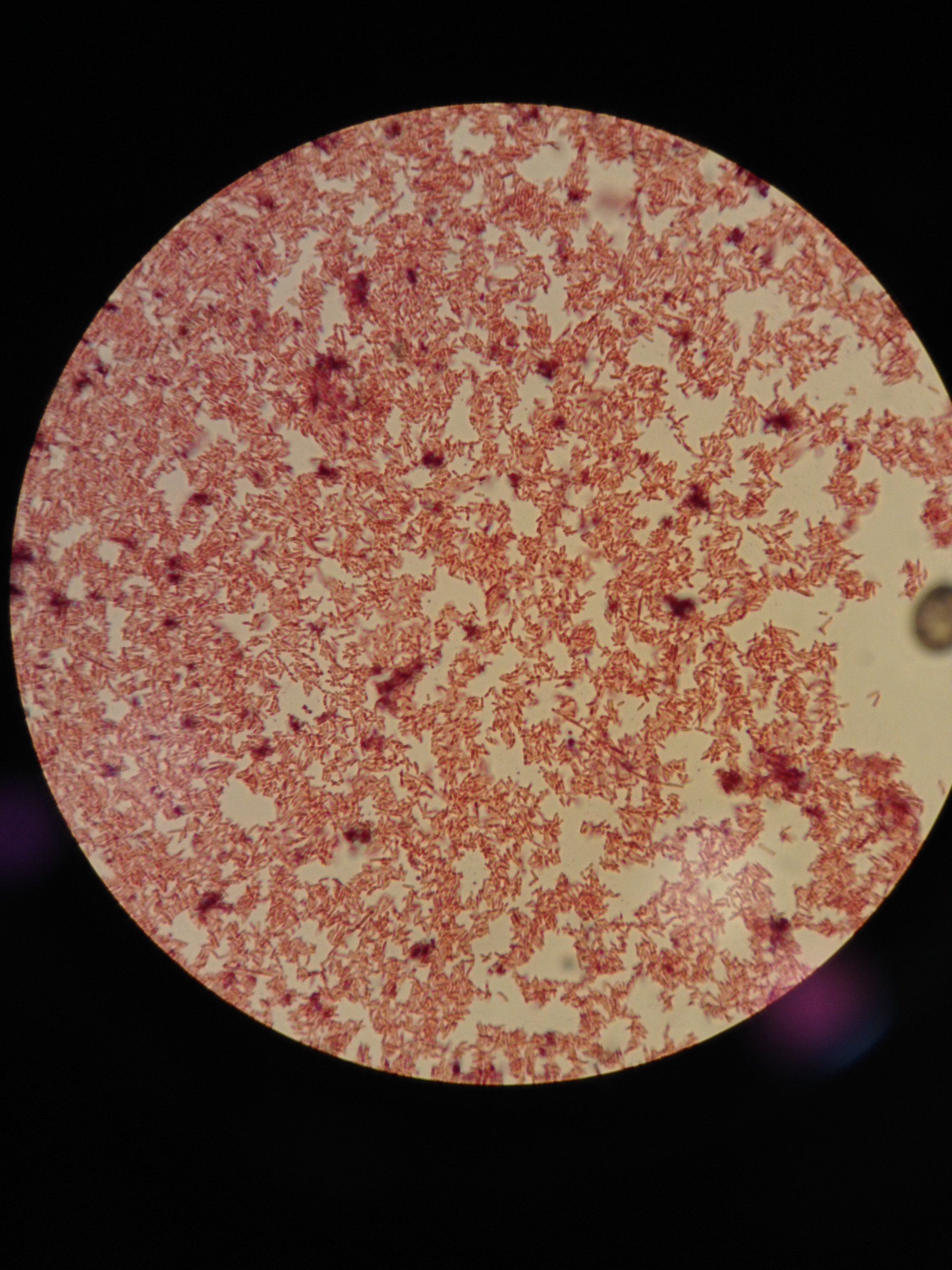
Beispiel einer Gram-Färbung, die ein Gram-negatives Bakterium zeigt.

B. wadsworthia ist eine Spezies Gram-negativer, Katalase-positiver und überwiegend auch Urease-positiver Bakterien.
Die Zellen von B. wadsworthia sind etwa 0,7 μm breit und 1,0-10,0 μm lang, und die Zellen sind pleomorph mit unregelmäßigen Zellwänden.
Da B. wadsworthia in Standardmedien für Anaerobier nur langsam wächst, wird es oft mit anderen Anaerobiern verwechselt oder überhaupt nicht erkannt.
Das beste Erkennungsmerkmal für dieses Bakterium ist eine transparente Kolonie mit einem schwarzen Zentrum in Galle-Aesculin-Agar (englisch bile esculin agar, BBE-Agar); die schwarze Färbung des Zentrums kommt dabei von Eisen(II)-sulfid, das durch den vom Bakterium produzierten Schwefelwasserstoff entsteht.
Ein weiteres charakteristisches Merkmal von B. wadsworthia ist die positive Katalase-Reaktion mit einem 15%igen Wasserstoffperoxid-Reagenz. Diese Katalase-Reaktion verläuft sich von anderen Katalase-positiven Arten explosiv mit Blasenbildung und sehr schnell.
Die genaueste Methode zur Unterscheidung dieses Bakteriums von anderen ähnlichen Arten ist die Gas-Flüssigkeits-Chromatographie (englisch gas liquid chromatography, GLC): GLC-Ergebnisse zeigen viele Essigsäure-und wenig Bernsteinsäure-Peaks. B. wadsworthia ist unbeweglich (nicht motil) und bildet auch keine Sporen, es hat unregelmäßige Zellwände und keine Geißeln.
Zwei Faktoren, die sein Wachstum stimulieren, sind Galle und Pyruvat (20 % Galle und 1 % Pyruvat).

### Stoffwechsel
Einer der wichtigsten Prozesse, die in B. wadsworthia ablaufen, ist die Produktion von Schwefelwasserstoff, dem Produkt, das für den charakteristischen schwarzen Punkt der Kolonien dieses Bakteriums verantwortlich ist.
B. wadsworthia ist in der Lage, Schwefelwasserstoff über seinen Taurin-Desulfonierungsweg mithilfe der Isethionat-Sulfit-Lyase (IslA) zu produzieren.
Das Bakterium wandelt Taurin in Schwefelwasserstoff um, „veratmet“ gewissermaßen das Taurin
Die Produktion von Schwefelwasserstoff durch das menschliche Darm-Mikrobiom („Darmflora“) in geringem Maß hat einige Vorteile, wie z. B. den Schutz des Herzens, die übermäßige Schwefelwasserstoffproduktion trägt aber auch zur Pathologie von Krankheiten bei; beispielsweise wird sie mit dem Reizdarmsyndrom (RDS, spanisch irritable bowel disease, IBD) Verbindung gebracht, da sie die Schleimschicht des Darmepithels schädigt. Sie steht sogar in Verbindung zu Darmkrebs (englisch colorectal cancer).
Darüber hinaus kann Schwefelwasserstoff bei der Behandlung mit Antibiotika das Wachstum opportunistischer Bakterien fördern, was zu Antibiotikaresistenz führen kann.
Künftige Forschung zur Kontrolle der Schwefelwasserstoffproduktion könnte helfen, den Beitrag von B. wadsworthia zu diesen Krankheiten zu untersuchen.

## Kultivierung
Die folgenden beiden Kultivierungsmöglichkeiten wurden beschrieben:
- Kulturwachstum auf Bacteroides Galle-Aesculin-Agar (englisch Bacteroides bile esculin agar, BBE-Agar)

B. wadsworthia muss mindestens 3 Tage lang auf BBE-Agar bebrütet werden, damit sich Kolonien bilden. Es erscheinen zwei Arten von Kolonien. Eine konvexe und unregelmäßige Kolonie mit 1-2 mm Durchmesser und schwarzem Zentrum oder eine durchscheinende, kreisförmige Kolonie mit dunklem Zentrum. BBE-Agar ist der optimale Agar für das Wachstum von Kolonien der Spezies B. wadsworthia.
- Kulturwachstum auf Brucella-Agar

B. wadsworthia muss mindestens 4 Tage lang auf Brucella-Agar bebrütet werden. Die Kolonien haben einen Durchmesser von 0,6-0,8 mm und erscheinen grau und durchscheinend mit einer erhabenen, kreisförmigen Morphologie.

## Vorkommen
B. wadsworthia wird vor allem im unteren Verdauungstrakt (Gastrointestinaltrakt) nachgewiesen.
Die Spezies gilt von ihrer Natur her als krankmachend (virulent), da sie häufig bei Patienten mit (insbes. perforierter oder gangränöser) Appendizitis („Blinddarmentzündung“, „Blinddarmdurchbruch“ etc.) und in Blutkulturen von Patienten mit Leberabszessen gefunden wird. Es ist das dritthäufigste anaerobe Bakterium, das bei Patienten mit Appendizitis gefunden wird.
Man findet sie aber auch in Stuhlproben gesunder Patienten.
Außer beim Menschen wurde diese Bakterienart auch bei Hunden mit Parodontalerkrankungen gefunden.
In seltenen Fällen kann es in Speichel- und Vaginalproben gefunden werden.
Andere Umstände, unter denen B. wadsworthia nachgewiesen oder isoliert wurde, sind:
- Mandibular-Osteomyelitis[7][5] (Knochenmarkentzündung im Unterkiefer)
- Axillare Hidradenitis suppurativa[8][5] (eine Art Akne in der Achselhöhle)
- Sepsis („Blutvergiftung“)
- Cholezystitis[2] (Gallenblasenentzündung)
- Bartholinitis[2]
- Scrotalabszess (Abszess am Hodensack)

## Entdeckung
B. wadsworthia wurde erstmals 1988 von Ellen Jo Baron identifiziert, damals Leiterin des Forschungslabors für klinische anaerobe Bakteriologie am V.A. Wadsworth Medical Center (dem heutigen West Los Angeles VA Medical Center, V.A. oder VA = Veterans Administration); von ihr stammen auch die gültige Erstbeschreibung und der Name.
Das Bakterium wurde in Proben von Patienten mit gangränöser und perforierter Appendizitis („Blinddarmdurchbruch“); es wurde schon damals aber auch in gesunden Stuhlproben gefunden.

## Genom
Ds Genom des Referenzstamms WAL 7959 (alias ATCC 49260) von B. wadsworthia hat einen G+C-Gehalt von  39-40 mol%.

## Systematik
Die Gattung Bilophila gehört nach übereinstimmender Ansicht zur Familie Desulfovibrionaceae der Ordnung Desulfovibrionales, die ihrerseits gemäß der (autoritativen) List of Prokaryotic names with Standing in Nomenclature (LPSN) Mitglied der Klasse Deltaproteobacteria im Phylum Pseudomonadota (früher genannt Proteobakterien) ist.
Die Gattung Bilophila ist – abgesehen von der 2021 vorgeschlagenen Kandidatenspezies B. faecipullorum monophyletisch in der Typusart  B. wadsworthia. Ihre Systematik ist gemäß
- der List of Prokaryotic names with Standing in Nomenclature (LPSN: L),[11]
- der Genome Taxonomy Database (GTDB: G),[12] und
- der Taxonomie des National Center for Biotechnology Information (NCBI: N)[13]

mit Stand 16. Dezember 2023 wie folgt:
- Gattung Bilophila Baron et al. 1990(L,N,G)
  - Spezies Bilophila wadsworthia Baron et al. 1990 (Typus)(L,N,G)
    - Stamm ATCC 49260(L,N,G) alias 7959, WAL 7959 oder CCUG 32349(L,N) (Referenz)(L,N,G) (AJ867049.1, NZ_JNJP00000000.1, GCA_000701705.1)
    - Stämme 3_1_6; AC2_8_11_AN_D5_FAA_1; ATCC 49260;(N) Gw_UH_bin_233(G), …

  - Spezies „Candidatus Bilophila faecipullorum“ Gilroy et al. 2021(L,N,G)
    - Stamm ChiSxjej5B17-1746(L,N) (Referenz)(L)
    - Stamm BRZ_GK__bin17(N,G) (Referenz)(G)

  - Spezies Bilophila sp023403845(G) syn. Pseudomonadota bacterium isolate OH_HFB_162(N)
    - Stamm OH_HFB_162(G,N) (Referenz)(G)

  - Spezies Bilophila sp900550745(G) syn. Uncultured Desulfovibrio sp. isolate UMGS1330(N)
    - Stamm UMGS1330(G,N) (Referenz)(G)
    - Stamm SRR5580335-bin.16 (G,N)

  - Spezies Bilophila sp900553145(G) syn. Uncultured Desulfovibrio sp. isolate UMGS1582(N)
    - Stamm UMGS1582(G,N) (Referenz)(G)

  - Spezies Bilophila sp902373525(G) syn. Uncultured Bilophila sp. isolate MGYG-HGUT-01277(N)
    - Stamm MGYG-HGUT-01277(G,N) (Referenz)(G)
    - Stämme ERR1190871-bin.54; OH_HBlB_167(G,N)

  - Spezies Bilophila sp910585945(G) syn. Uncultured Bilophila sp. isolate MGBC136875(N)
    - Stamm MGBC136875(G,N) (Referenz)(G)

  - Spezies Bilophila sp. 4_1_30(N)
  - Spezies Bilophila sp. PS240(N)
  - Spezies Bilophila sp. S375(N)

## Etymologie
Der Gattungsname Bilophila wurde aufgrund der gallenliebenden Natur der Typusspezies B. wadsworthia  und ihrer optimaler Kultivierung auf BBE-Agar (englisch bile esculin agar)  verliehen.
lateinisch bilis, englisch bile, deutsch ‚Galle‘; altgriechisch φίλος philos, deutsch ‚liebend‘, Bilophila ist die feminine Form von ‚gallenliebend‘ (‚die Gallenliebende‘).
- Das Art-Epitheton wadsworthia (neulateinisch zu ‚Wadsworth gehörend‘, ‚von Wadsworth‘) verweist auf die Wadsworth Anaerobe Laboratories des Wadsworth Veterans Administration Medical Centers, wo diese Spezies zuerst isoliert wurde.[11]

- Das Art-Epitheton faecipullorum kommt von lateinisch faex ‚Exkrement‘ (Genitiv faecis) und lat. pullus ‚junges Huhn‘, ‚Kücken‘ (Genitiv Plural pullorum). faecipullorum bedeutet also ‚Exkremente von Hühnerkücken‘ (im Genitiv).[11]